# فراکسیون ارتش سرخ
فراکسیون ارتش سرخ (به آلمانی: Rote Armee Fraktion - RAF) که به صورت مخفف آر. اِی. اف نیز خوانده می‌شود، یکی از خشن‌ترین و شاخص‌ترین گروه‌های چپ‌گرا در آلمان پس از جنگ جهانی دوم بود. آر. اِی. اف در دورهٔ اول حیات خود با نام گروه بادر-ماینهوف نیز شناخته می‌شد. فراکسیون ارتش سرخ در سال ۱۹۷۰ توسط آندریاس بادر (Andreas Baader)، گودرون انسلین (Gudrun Ensslin)، هرست مالر (Horst Mahler)، اولریکه ماینهوف (Ulrike Mainhof) و چند نفر دیگر پایه‌گذاری شد و خود را یک گروه چریکی شهری کمونیستی و ضد امپریالیستی توصیف می‌کرد.
فراکسیون ارتش سرخ از ۱۹۷۰ تا ۱۹۹۸ فعالیت داشت و عملیات‌های بسیاری را به خصوص در پاییز ۱۹۷۷ انجام داد.
آر. اِی. اف مسوول قتل ۳۴ نفر، دستبردهای متعدد به بانک، و انفجارهای متعدد می‌باشد. در سال ۱۹۹۸ آن‌ها انحلال خود را اعلام کردند. در طول این مدت ۲۷ نفر از اعضای گروه در درگیری با پلیس یا به عللی چون خودکشی، اعتصاب غذا و بیماری جان خود را از دست دادند.